# Barcelona SC
Barcelona Sporting Club (pronunție în spaniolă [baɾseˈlona]) este un club sportiv ecuadorian cu sediul în Guayaquil, cunoscut internațional ca Barcelona de Ecuador sau Barcelona de Guayaquil, în țara ecuadoriană este pur și simplu denumit Barcelona sau El Idolo (BSC). Ei joacă în prezent în prima ligă ecuadoriană numită Serie A, cel mai înalt nivel de fotbal din țară, și deține distincția de a fi singurul club din topul ecuadorian care nu a jucat în Serie B.
Barcelona de Guayaquil a fost fondată la 1 mai 1925 de către Eutimio Pérez, un imigrant spaniol care a numit clubul după orașul său natal, Barcelona. De atunci, Barcelona de Guayaquil a devenit cel mai popular club din țară natală. Clubul deține o rivalitate de lungă durată cu Emelec , unde meciurile dintre cele două echipe sunt denumite „ El Clásico del Astillero ”. Clubul își joacă meciurile de acasă în Estadio Monumental Banco Pichincha , cel mai mare stadion din țară.
În plus față de fotbal, clubul are echipe de baschet profesionist, bowling, box, înot, volei, baseball, atletism și tenis. În 2008, echipa sa de baschet a fost campioana Ligii Naționale de Baschet din Ecuador..

## Istorie

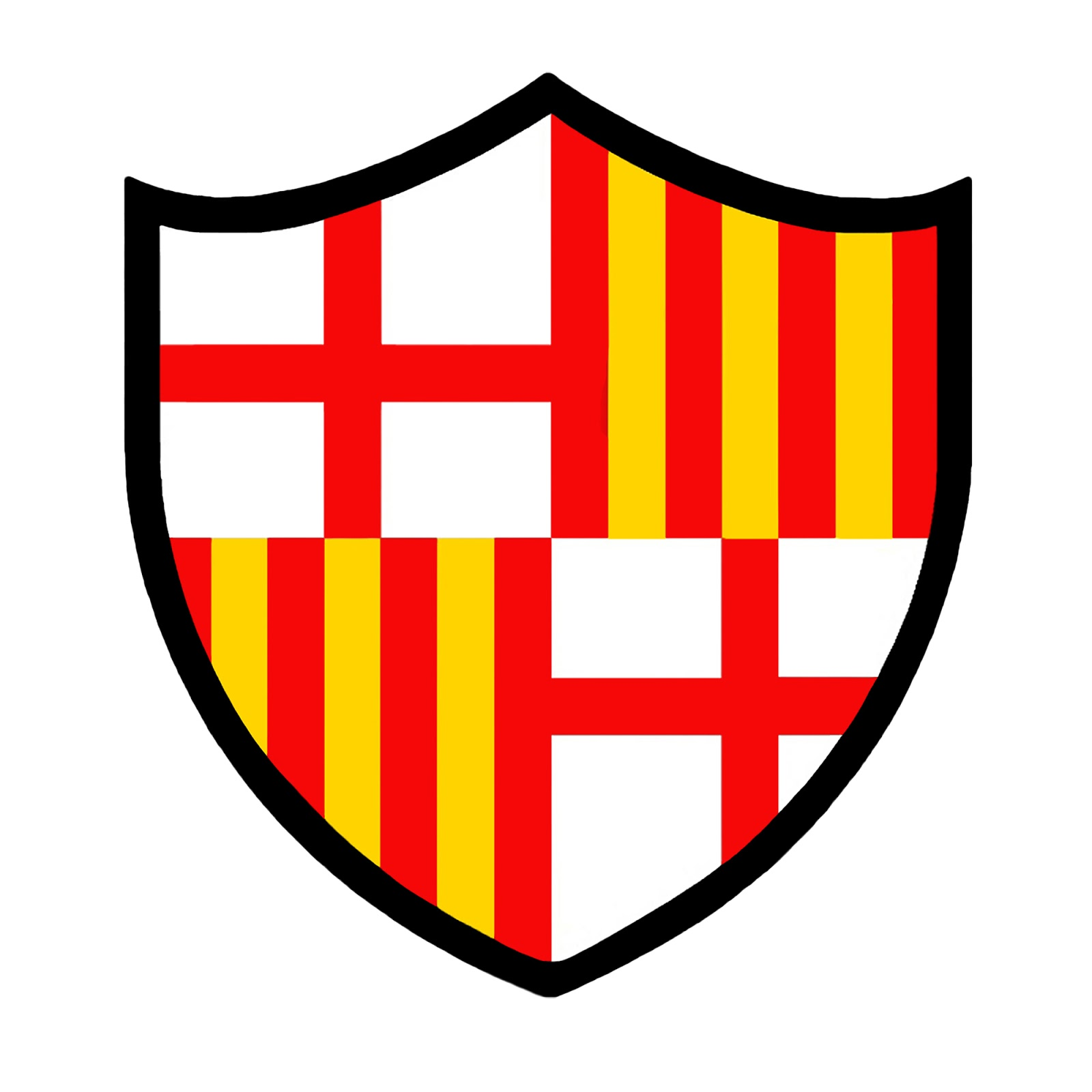
Creasta originală a Barcelonei.

Creasta Barcelonei s-a schimbat de-a lungul anilor. Prima creastă a echipei a constat dintr-o versiune modificată a stemei orașului Barcelona, cu margini albastre închise. Echipa a folosit această creastă timp de doi ani până în 1927. În 1935, prima schimbare majoră a venit atunci când au folosit steagul Barcelonei într-un cerc, cu un triunghi în spatele ei, cu inițialele echipei. În 1955, după ce echipa a câștigat primul Campionat Guayas, echipa și-a adoptat creasta actuală, care este similară cu cea a Barcelonei din Spania. Modificările pe care le-au făcut au inclus numărul de vârfuri, culoarea mingii, culoarea chenarului și inițialele.
Culorile tradiționale ale echipei sunt galben și roșu, kitul de acasă fiind tot galben de la mijlocul anilor 1950, care a fost proiectat de catalanul Alberto March și a ales acele culori în cinstea steagului Cataloniei, de atunci acestea au fost culorile reprezentative din Barcelona.
|         |
| 1925–26 |

|         |
| 1926–42 |

|         |
| 1942–46 |

|              |
| 1947–present |

Înainte de asta, echipa obișnuia să joace în truse alb-negru. Pentru o perioadă timpurie în istoria lor, echipa a folosit un kit similar cu cel al FC Barcelonei, dar după o serie de pierderi în uniforma respectivă, președintele echipei a jurat să nu mai poarte niciodată acele culori. În anii 1940, galbenul a fost introdus și, în cele din urmă, va deveni culoarea primară a echipei, înlocuind cu totul albul; roșul ar deveni culoarea secundară, utilizată în trusa lor alternativă.

### Coeficient
| Rang | Club             | Coeficient |
| ---- | ---------------- | ---------- |
| 39   | CSD Macará       | 1.522      |
| 40   | Estudiantes      | 1.522      |
| 41   | Barcelona SC     | 1.521      |
| 42   | Club Bolívar     | 1.518      |
| 43   | Sporting Cristal | 1.516      |

| Rang | Club              | Coeficient |
| ---- | ----------------- | ---------- |
| 241  | Rostov            | 1.521      |
| 242  | Beroe             | 1.521      |
| 243  | Barcelona SC      | 1.521      |
| 244  | Arminia Bielefeld | 1.520      |
| 245  | Panathinaikos     | 1.519      |

Sursa :

## Lotul actual
La 29 ianuarie 2025.
| Nr. |           | Poziție | Jucător                  |
| --- | --------- | ------- | ------------------------ |
| 1   | Venezuela | P       | José Contreras           |
| 2   | Ecuador   | F       | Mario Pineida            |
| 3   | Ecuador   | F       | Xavier Arreaga           |
| 4   | Ecuador   | F       | Gustavo Vallecilla       |
| 5   | Uruguay   | M       | Jesús Trindade (căpitan) |
| 6   | Ecuador   | F       | Aníbal Chalá             |
| 7   | Ecuador   | M       | Jandry Gómez             |
| 8   | Ecuador   | M       | Gabriel Cortez           |
| 10  | Ecuador   | A       | Felipe Caicedo           |
| 11  | Ecuador   | A       | Joao Rojas               |
| 12  | Ecuador   | P       | Víctor Mendoza           |
| 13  | Ecuador   | M       | Janner Corozo            |
| 14  | Ecuador   | F       | Álex Rangel              |
| 15  | Ecuador   | F       | Franklin Guerra          |
| 16  | Uruguay   | P       | Ignacio de Arruabarrena  |
| 18  | Ecuador   | F       | Bryan Carabalí           |

| Nr. |           | Poziție | Jucător                                                   |
| --- | --------- | ------- | --------------------------------------------------------- |
| 21  | Uruguay   | M       | Joaquín Valiente (împrumutat de la Defensor Sporting)     |
| 22  | Brazilia  | M       | Leonai                                                    |
| 23  | Ecuador   | M       | Dixon Arroyo                                              |
| 25  | Ecuador   | M       | Cristhian Solano                                          |
| 26  | Ecuador   | F       | Byron Castillo (împrumutat de la León)                    |
| 27  | Ecuador   | F       | Willian Vargas                                            |
| 28  | Ecuador   | M       | Jhonny Quiñónez (împrumutat de la Atlético Independiente) |
| 29  | Uruguay   | A       | Octavio Rivero                                            |
| 30  | Argentina | A       | Braian Oyola                                              |
| 31  | Ecuador   | F       | Dylan Luque                                               |
| 33  | Ecuador   | M       | Juan Usma                                                 |
| 37  | Argentina | F       | Gastón Campi                                              |
| 44  | Ecuador   | F       | Jhonnier Chalá                                            |
| 70  | Ecuador   | M       | Jefferson Arce                                            |
| 77  | Ecuador   | P       | Kleber Pinargote                                          |

## Palmares și statistici

### Titluri și trofee
| Competiții Naționale | Competiții Continentale                             |
| - Campionatul Ecuadorian (16) : - Campioni : 1960, 1963, 1966, 1970, 1971, 1980, 1981, 1985, 1987, 1989, 1991, 1995, 1997, 2012, 2016, 2020. - Vice-campioni : 1957, 1962, 1968, 1982, 1986, 1990, 1992, 1993, 2002, 2003, 2005. | - Copa Libertadores : - Finalistă (2) - 1990, 1998. |

### Finale
| Finale jucate de Barcelona SC în Cupele Continentale | Finale jucate de Barcelona SC în Cupele Continentale | Finale jucate de Barcelona SC în Cupele Continentale | Finale jucate de Barcelona SC în Cupele Continentale | Finale jucate de Barcelona SC în Cupele Continentale |
| Copa Libertadores                                    | Copa Libertadores                                    | Copa Libertadores                                    | Copa Libertadores                                    |                                                      |
| Pierdute                                             | Pierdute                                             | Pierdute                                             | Pierdute                                             |                                                      |
| Anul                                                 | Finalistă                                            | Scor                                                 | Adversar                                             |                                                      |
| ---------------------------------------------------- | ---------------------------------------------------- | ---------------------------------------------------- | ---------------------------------------------------- | ---------------------------------------------------- |
| 1990                                                 | Barcelona SC                                         | 1 - 3                                                | Club Olimpia                                         |                                                      |
| 1998                                                 | Barcelona SC                                         | 1 - 4                                                | Vasco da Gama                                        |                                                      |

## Referință
1. ↑  „Barcelona joacă 84 de ani de istorie în Serie A”. Eluniverso.com (în spaniolă). 1 octombrie 2009. Accesat în 29 noiembrie 2018.
2. ↑  „Barcelona campioană națională la baschet”. Web.archive.org (în spaniolă). 19 iulie 2011. Arhivat din original în 19 iulie 2011. Accesat în 29 noiembrie 2018.
3. ↑  „CONMEBOL - coeficient cluburi din America de Sud”. Accesat în 13 septembrie 2020.
4. ↑  „Clasamentul mondial al cluburilor”. Accesat în 13 septembrie 2020.

## Legături externe
- Site web oficial
- FEF Profile